# Kastanienbraune Sackflügelfledermaus
Die Kastanienbraune Sackflügelfledermaus (Cormura brevirostris), auch als Wagners Flügeltaschen-Fledermaus bezeichnet, ist eine Fledermausart aus der Familie der Glattnasen-Freischwänze (Emballonuridae), welche in Zentralamerika beheimatet ist. Sie ist die einzige Art ihrer Gattung.
Der Gattungsname Cormura leitet sich vom griechischen kormos („Stumpf“) und oura („Schwanz“) ab. Der lateinische Artnamen brevirostris setzt sich aus den Teilen brevis („kurz“) und rostrum („Gesicht“) zusammen.

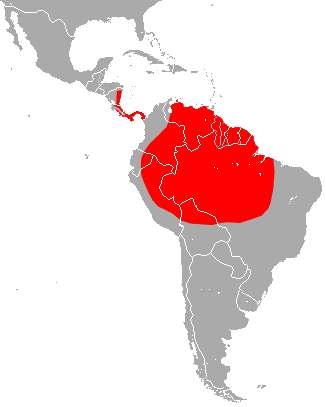
Verbreitungsgebiet von Cormura brevirostris

## Beschreibung
Die Kastanienbraune Sackflügelfledermaus ist eine kleine Fledermaus mit einer Kopf-Rumpf-Länge von durchschnittlich 69,1 mm bei Weibchen und 66,3 mm bei Männchen, sowie einem Gewicht von 7 bis 11 g. Das weiche, dichte Fell ist von einem tiefen Schwarzbraun, oft mit einem Rotstich. Sie ist die einzige Fledermausart der Glattnasen-Freischwänze, deren sackähnliche Struktur der Männchen in der Mitte der Flughaut zwischen Ober- und Unterarm sitzt, während sich die Flügeltaschen anderer Glattnasen-Freischwänze näher am Körper befinden. Bei Weibchen sind die Flügeltaschen nur rudimentär vorhanden. Das freie Ende des Schwanzes ist nur 1–3 mm lang.

## Lebensweise
Die Kastanienbraune Sackflügelfledermaus ist wie die meisten Fledermäuse nachtaktiv. Sie jagt im dichten Wald an offenen Stellen unter den Baumkronen sowie auf Lichtungen nach Insekten. Die Echoortungsrufe bestehen aus drei Einzeltönen, wobei der erste Ton eine durchschnittliche Frequenz von 25,4 kHz aufweist und die nachfolgenden beiden Töne jeweils 2–3 kHz höher liegen. Die Dauer der einzelnen Töne liegt jeweils bei 5–10 ms.
Tagsüber hängen Gruppen von 2 bis 5 Tieren in Baumlöchern und unter umgefallenen Bäumen sowie an Brücken. Dabei bilden die Tiere eine dichte Traube, in der der Bauch eines Individuums den Rücken des nächsten berührt. Dabei bestehen die Gruppen meistens aus mehreren Männchen, aber nie aus mehreren Weibchen. An denselben Hangplätzen findet man manchmal auch Kolonien der Großen Sackflügelfledermaus.
In Panama wurden trächtige Weibchen im April und Mai gefangen, jedoch nicht mehr ab Juni. Im Gegensatz dazu wurde in Französisch-Guayana trächtige Weibchen im August und September beobachtet, weswegen man davon ausgeht, dass sich die Paarungszeiten regional unterscheiden. Tragezeit und Wurfgröße sind unbekannt.

## Verbreitung und Lebensraum
Die Kastanienbraune Sackflügelfledermaus ist in Zentralamerika von Nicaragua bzw. in den Süden Panamas, sowie in Südamerika im Amazonasbecken verbreitet. Ihr Bestand wird von der IUCN dank der weiten Verbreitung als ungefährdet eingestuft.